# Hélder José Castro Ferreira
Hélder José Castro Ferreira (sinh ngày 5 tháng 4 năm 1997) là cầu thủ bóng đá ngưới Bồ Đào Nha chơi cho Vitória de Guimarães B, ở vị trí tiền đạo.

## Sự nghiệp cầu thủ
Ngày 25 tháng 11 năm 2015, Ferreira bắt đầu sự nghiệp ở Vitória Guimarães B mùa giải Segunda Liga 2015–16 trong trận đấu trước Feirense.